# Ловушка для родителей (фильм, 1998)
«Лову́шка для роди́телей» (англ. The Parent Trap) — американская семейная комедия режиссёра Нэнси Мейерс с Деннисом Куэйдом, Наташей Ричардсон и Линдси Лохан в главных ролях. Ремейк одноимённого фильма 1961 года, сценарий фильмов основан на книге «Das doppelte Lottchen» Эриха Кестнера. Для Линдси Лохан этот фильм стал одним из дебютных в её карьере.

## Сюжет
11-летняя Хэлли Паркер живёт в солнечной Калифорнии со своим отцом Николасом, а её ровесница Энни Джеймс — в туманном Лондоне с любящей матерью Элизабет. Первая мечтает о маме, без которой ей очень тяжело, а второй так хочется, чтобы у неё был папа. Когда девочки случайно встречаются в летнем лагере, им есть чем поделиться друг с другом. Но, кроме общих горестей, Хэлли и Энни обнаруживают, что они — сёстры-близнецы. Их родители развелись много лет назад, и по договорённости между ними Хэлли осталась с отцом, а Энни — с матерью.
В конце концов им приходит в голову идея — поменяться местами. Девочки готовят друг друга к «внедрению» — каждая во всех подробностях рассказывает другой о своём доме, о домашних, их словечках, привычках, семейных традициях, чертит схемы, показывает фотографии. Энни делает короткую причёску и даже прокалывает себе уши — ведь Хэлли носит серёжки. Наступает день отъезда, и американка отправляется в Англию, а англичанка — в Америку.
Энни, прилетевшую в Калифорнию, встречает отец. Хэлли в Лондоне совершенно счастлива в обществе мамы, а рядом ещё и любящий дедушка. Через некоторое время обман сестёр раскрывается, но все вокруг уже понимают, что близнецов нельзя разлучать. Вскоре девочки решают, что размолвка их родителей — недоразумение и их нужно помирить. Ситуация осложняется тем, что Николас познакомился с журналисткой Мередит и успел сделать ей предложение. Новая мама им совсем не нравится. Сёстры организуют кампанию «дискредитации» Мередит, и Николас отзывает своё предложение о замужестве. План сестёр удаётся, и Николас с Элизабет снова вместе.

## В ролях
- Линдси Лохан — Хэлли Паркер / Энни Джеймс (дублёр — Эрин Маккей)
- Деннис Куэйд — Николас Паркер, американский винодел, отец Хэлли и Энни
- Наташа Ричардсон — Элизабет Джеймс, британский дизайнер свадебных платьев, мать Энни и Хэлли
- Элейн Хендрикс — Мередит Блейк, невеста Ника Паркера, журналистка, рекламный и PR-менеджер из Сан-Франциско
- Лиза Энн Уолтер — Чесси, бывшая няня Хэлли, экономка в доме Паркеров
- Саймон Кунц — Мартин, дворецкий Джеймсов
- Полли Холлидей — Марва, директор летнего лагеря
- Мэгги Уилер — Марва-младшая, дочь и помощница директора лагеря
- Ронни Стивенс — Чарльз Джеймс, отец Элизабет, дед близняшек
- Джоанна Барнс — Вики Блейк, мать Мередит
- Холли Мейерс-Шайер — Линдси
- Катерина Грэм — Джекки
- Майкл Лохан — потерявшийся мальчик
- Джон Аттербери — Гарет
- Али Лохан — ребёнок в аэропорту